# Suzana (Danielova knjiga)
Suzana (hebrejsko: שׁוֹשַׁנָּה, moderno: Šošana, tiberijsko: Šôšannâ: 'lilija'), imenovana tudi Suzana in starca, je pripoved, ki sta jo v Danielovo knjigo (kot poglavje 13) vključili Rimskokatoliška in Pravoslavna cerkev. Je eden od dodatkov k Danielu, ki ga protestanti štejejo za apokrifnega. V členu VI. od 39. členov angleške cerkve je naveden med knjigami, ki se berejo »na primer o življenju in poučevanju manir«, ne pa tudi za oblikovanje doktrine. Ni vključena v judovski Tanak in ni omenjena v zgodnje judovski literaturi, čeprav se zdi, da je besedilo del prvotne Septuaginte iz 2. stoletja pred našim štetjem, revidiral pa ga je Theodotion, helenistični judovski urednik besedila Septuaginte (ok. 150 n. št.)

## Zgodba
Pošteno in lepo hebrejsko ženo po imenu Suzana so lažno obtožili prešuštva. Medtem ko se je kopala na svojem vrtu in odslovila spremljevalce, sta dva poželjiva starca na skrivaj opazovala ljubko Suzano. Ko se je vrnila v svojo hišo, sta jo poiskala in ji zagrozila, da bosta trdila, da se je na vrtu srečala z mladim moškim, razen če se strinja za seks z njima.
Ne pusti se izsiljevati, zato jo aretirajo in bi jo kmalu usmrtili, ko mladi Daniel prekine postopek in vzklikne, da je treba zaslišati starca, da se prepreči smrt nedolžnega. Po ločitvi moška navzkrižno zaslišijo o podrobnostih videnega, vendar se ne strinjata glede drevesa, pod katerim naj bi Suzana srečala svojega ljubimca. V grškem besedilu imena dreves, ki jih navajata starca, tvorijo besedno igro s stavkom, ki ga je podal Daniel. Prvi pravi, da sta bila pod drevesom mastike (ὑπο σχίνον, hypo schinon), Daniel pa pravi, da je angel pripravljen, da ga razreže (σχίσει, schisei) na pol. Drugi pravi, da sta bila pod zimzelenim hrastom (ὑπο πρίνον, hypo prinon), Daniel pa pravi, da je angel pripravljen, da ga razžaga (πρίσαι, prisai) na dvoje. Velika razlika v velikosti med mastiko in hrastom je vsem opazovalcem očitno nakazala, da starca lažeta. Lažna tožilca sta usmrčena in vrlina zmaga.

## Datacija in pisna zgodovina
Nekateri so v besedilih navajali grško besedno igro kot dokaz, da besedilo nikoli ni obstajalo v hebrejščini ali aramejščini, drugi raziskovalci pa so predlagali pare besed za drevesa in rezanje, ki zvenijo dovolj podobno, da bi lahko mislili so bili uporabljeni v izvirniku.
Grško besedilo je ohranjeno v dveh različicah. Splošno sprejeta različica je nastala zaradi Theodotiona; to je nadomestilo prvotno različico Septuaginte, ki je danes preživela le v sirskem prevodu, v Papirusu 967 (3. stoletje) in izjemoma v enem samem srednjeveškem rokopisu, znanem kot Codex Chisianus 88.
Sekst Julij Afričan (krščanski popotnik in zgodovinar iz poznega 2. in zgodnjega 3. st. n. št.) zgodbe ni obravnaval kot kanonične. Sveti Hieronim (347–420) je med prevajanjem Vulgate ta oddelek obravnaval kot nekanonsko basen. V uvodu je navedel, da je bila Suzana apokrifni dodatek, ker ni bila prisotna v hebrejskem besedilu Daniela. Origen je zgodbo prejel kot del 'božanskih knjig in grajal 'hudobne prezbitre', ki niso prepoznali njene pristnosti (Hom Lev 1.3.), pri čemer je pripomnil, da je bila zgodba pogosto prebrana v zgodnji Cerkvi (Pismo Afričanu); opozoril je tudi na odsotnost zgodbe v hebrejskem besedilu in opazil (v Epistola ad Africanum), da so jo Judje na nek način 'skrili'. Origenova trditev spominja na obtožbo Justina mučenca, da so judovski pisarji iz svojih spisov 'odstranili' nekatere verze (Dialog s Trifom: C.71-3). Ni zgodnjih judovskih omemb zgodbe o Suzani.

## V umetnosti
Zgodba je upodobljena na  Lotarinškem kristalu, vgraviranem v skalni kristal, izdelanem v regiji Lotaringija v severozahodni Evropi sredi 9. stoletja, danes v Britanskem muzeju.
Zgodba je bila pogosto naslikana okoli leta 1470. Suzana je predmet slik številnih umetnikov, med drugim (vendar ne samo teh) Lorenza Lotta (1517), Guida Renija, Rubensa, van Dycka, Tintoretta (Suzana in starca), Rembrandta (Suzana in starca), Tiepola in Artemisie Gentileschi (Suzana in starca). Nekatere, zlasti v obdobju baroka, poudarjajo dramatičnost, druge se osredotočajo na akt; različica Francesca Hayeza iz Narodne galerije v Londonu iz 19. stoletja sploh nima starcev. Urugvajski slikar Juan Manuel Blanes je naslikal dve različici zgodbe, predvsem tisto, kjer voajerjev ni na vidiku, Suzana pa z zaskrbljenim izrazom obraza gleda na svojo desno stran.
Leta 1681 je Alessandro Stradella na podlagi zgodbe napisal oratorij v dveh delih La Suzana za Francesca II., vojvoda Modene.
Leta 1749 je Georg Friedrich Händel napisal oratorij v angleškem jeziku Susanna.
Suzana (in ne Peter Quince) je tema pesmi Wallace Stevens iz leta 1915 Peter Quince at the Clavier, ki sta jo uglasbila ameriški skladatelj Dominic Argento in Kanadčan Gerald Berg.
Ameriški umetnik Thomas Hart Benton (1889–1975) je leta 1938 naslikal sodobno Suzano, ki je zdaj v muzeju de Young v San Franciscu. Zavestno je vključil sramne dlake, za razliko od podob podobnih kipom klasičnih umetnosti. Basen je bila postavljena med Veliko depresijo, Benton pa se je vključil med enega od voajerjev.
Belgijski pisatelj Marnix Gijsen si je v prvem romanu Het boek van Joachim van Babylon, 1947, sposodil elemente zgodbe.
Tudi Pablo Picasso je temo upodobil sredi 20. stoletja, pri čemer je Suzano upodobil tako kot druge manj abstraktne ležeče akte. Starca sta upodobljeni kot slike, ki visita na steni za njo. Slika, naslikana leta 1955, je del stalne zbirke Museo Picasso Málaga.
Tudi ameriška opera Susannah Carlisle Floyda, ki se dogaja na ameriškem jugu 20. stoletja, je navdihnjena s to zgodbo, vendar z manj kot srečnim koncem in starcema, ki jih je nadomestil hinavski potujoči pridigar, ki posili Suzano.
Shakespeare se sklicuje na to svetopisemsko epizodo v poskusnem prizoru Beneškega trgovca, kjer najprej Shylock in nato Gratiano hvalita Portio kot 'drugega Daniela' zaradi njenih trdnih sodb. Domneva se, da je Shakespeare svojo najstarejšo hčer poimenoval po biblijskem liku.
Zgodba se ponovi tudi v Tisoč in ena noč pod imenom Pobožna ženska in dva hudobna starca.
- Izbrana dela
- Suzana in starca, Massimo Stanzione. Städel
- Suzana in starca,  Giuseppe Bartolomeo Chiari (pozni barok). The Walters Art Museum.
- Suzana in starca, Alessandro Allori
- Suzana in starca, Jan Matsys, The Phoebus Foundation
- Suzana in starca, 1860 lesorez, Julius Schnorr von Karolsfeld v Die Bibel in Bildern
- Sojenje Suzani, 1860 lesorez, Julius Schnorr von Karolsfeld v Die Bibel in Bildern